# سیارک ۸۴۱۰
سیارک ۸۴۱۰ (به انگلیسی: 8410 Hiroakiohno، نامگذاری:1996QZ1) هشت هزار و چهارصد و دهمین سیارک کشف شده‌است که در ۲۴ اوت ۱۹۹۶ کشف شد.
قدر مطلق سیارک برابر ۱۲٫۴۰ است.